# Orthomegas irroratum
Orthomegas irroratum är en skalbaggsart som först beskrevs av Auguste Lameere 1915.  Orthomegas irroratum ingår i släktet Orthomegas och familjen långhorningar. Inga underarter finns listade i Catalogue of Life.